# ATAC-Seq
L'acronyme ATAC-seq vient de l'anglais Assay for Transposase-Accessible Chromatin with highthroughput sequencing. Il s'agit d'une technique utilisée en biologie moléculaire pour caractériser les régions accessibles de la chromatine ainsi que dans une moindre mesure le positionnement nucléosomal autour de celles-ci. Cette méthode fut décrite pour la première fois en 2013.

## Description
Le principe de l'ATAC-seq repose sur le mode d'action de la transposase Tn5 sur l'ADN génomique de l'échantillon. Les transposases sont des enzymes catalysant le mouvement de transposons vers d'autres parties du génome. Bien que les transposases naturelles possèdent un bas niveau d'activité, l'ATAC-seq emploie une transposase mutée hyperactive.

## Utilisation
Les transposons s'incorporent préferentiellement dans les régions génomiques dépourvues de nucléosomes (nucleosome-free regions en anglais). Ainsi, un enrichissement de séquences de certains loci du génome indique une absence de nucléosomes ou d'autres interactions ADN-protéine.

## Avantages
Les avantages de l'ATAC-seq comprennent :
1. Des besoins en quantités d'échantillons biologiques bas. 50 000 cellules suffisent pour cette technique, contrairement à d'autres techniques comme le MNase-Seq ou le DNase-Seq qui requièrent au moins 100 fois plus de matériel[2].
2. Vitesse : le protocole entier requiert 3 heures au total[2].